# Wehrsportgruppe Hengst
Die Wehrsportgruppe Hengst (auch Gruppe Hengst oder Hengst-Bande genannt) war in den späten 1960er und frühen 1970er Jahren eine der ersten rechtsterroristischen Gruppen der Bundesrepublik Deutschland. Die nach dem Elektromonteur Bernd Hengst (geb. 1943) benannte Gruppe umfasste 18 bewaffnete Mitglieder und wurde im Februar 1971 enttarnt und von der Polizei ausgehoben.

## Geschichte
Benannt wurde die Gruppe mit aus Bonn und dem Rhein-Sieg-Kreis stammenden Mitgliedern nach ihrem Anführer, dem NPD-Mitglied Bernd Hengst. Entstanden war die Gruppe aus dem aufgelösten Ordnerdienst der NPD. Die 18 Mitglieder der bewaffneten Gruppe hatten sich an zahlreichen Aktionen der Aktion Widerstand und der Deutsch-Sozialen Aktion von Dierck Schwartländer beteiligt, so etwa an einer  gewaltsamen Aktion am 16. Januar 1971 vor der sowjetischen Botschaft in Rolandseck. Die Gruppe stand zudem in Verbindung mit der Nationalrevolutionären Jugend in Berlin.
Die Gruppe plante bewaffnete Aktionen gegen politische Gegner, unter anderem den SPD-Vorstand, aber auch Überfälle auf Geldinstitute, die Bundesbahn und Munitionsdepots.
Auslöser für die Entdeckung der Gruppe war die Festnahme von Bernd Hengst am 13. Februar 1971 bei einer Verkehrskontrolle in Bad Godesberg. Im Fahrzeug von Hengst stellte die Polizei eine Maschinenpistole sicher. Bei der anschließenden Hausdurchsuchung fand die Polizei in Hengsts Wohnung ein Waffenlager. Die Entdeckung löste am Folgetag einen größeren Einsatz aus, in dessen Zug neun weitere Wohnungen in Bonn und Umgebung und zwei in Düsseldorf durchsucht wurden. Ein zweiter Haftbefehl erging einige Tage später gegen Rüdiger Krauss, den ehemaligen Vorsitzenden des Nationaldemokratischen Hochschul-Bundes und Politologiestudenten, dessen Wohnung ebenfalls durchsucht wurde.
Bernd Hengst war 1963 in der DDR wegen Terroranschlägen zu zehn Jahren Zuchthaus verurteilt worden. Nach seiner frühzeitigen Entlassung 1966 flüchtete er in die Bundesrepublik und wurde 1967 NPD-Mitglied. Am 2. Oktober 1968 schoss Hengst 
mehrmals mit einem automatischen Kleinkalibergewehr auf das DKP-Büro in Bonn. Vom V-Mann des BND, Helmut Bärwald, den er persönlich kannte, wurde Hengst 1970 als Nachtwächter im SPD-Vorstandsdomizil eingesetzt und hatte somit Zugang zu allen Räumen des sozialdemokratischen Hauptquartiers.
Zu den Mitgliedern der Gruppe gehörte Werner Wolf, Vorsitzender der NPD im Rhein-Sieg-Kreis und Angestellter der Abteilung Wehrtechnik des Bundesministeriums für Verteidigung.